# アルビノ

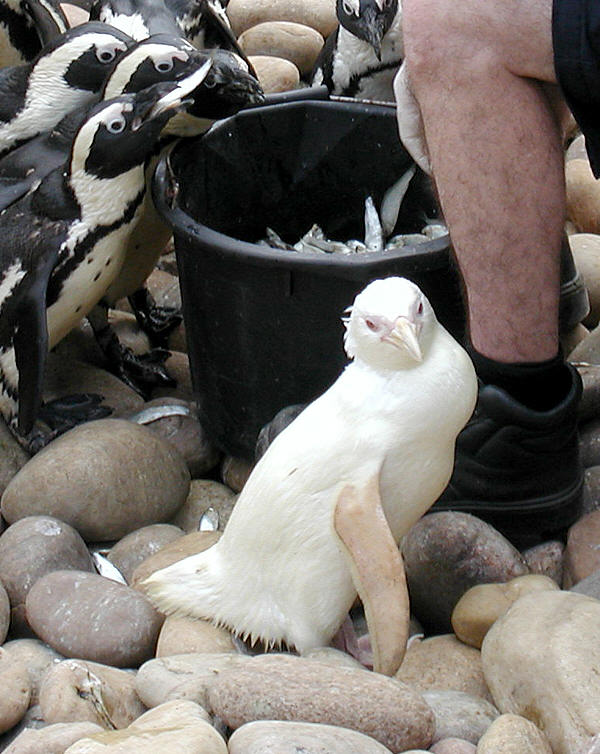
アルビノのペンギン

アルビノ（albino）は、動物学においては、メラニンの生合成に関わる遺伝情報の欠損により先天的にメラニンが欠乏する遺伝子疾患がある個体である。
この遺伝子疾患に起因する症状は先天性白皮症（せんてんせいはくひしょう）、先天性色素欠乏症、白子症などの呼称がある。また、この症状を伴う個体のことを白化個体、白子（しらこ・しろこ） などとも呼ぶ。さらに、アルビノの個体を生じることは白化（はくか・はっか）、あるいは白化現象という。
一方、植物学では、光合成色素を合成できない突然変異個体のことである。このような個体は独立栄養が営めないため、種子中の栄養を使い切ってしまった時点で枯死することになる。
本稿では、主として動物学用語としてのアルビノについて解説する。

## 概要
先天的なメラニンの欠乏により体毛や皮膚は白く、虹彩は淡い青や灰色、紫を呈する。「毛細血管の透過によって赤い瞳孔、虹彩となる」ということはあり得るが、動物個体によく見られ、人間の患者には少ない。アルビノ患者はフラッシュ（ストロボ）撮影で瞳孔、虹彩が赤くなることが多いが、これは「赤目」と呼ばれる撮影時に起こる現象であり、本人の瞳孔、虹彩は必ずしも赤くない。劣性遺伝や突然変異によって発現する。広く動物全般に見られ、シロウサギやシロヘビが有名である。ほとんどの場合、視覚的な障害を伴い、日光（特に紫外線）による皮膚の損傷や皮膚がんのリスクが非常に高い。また外部から発見されやすく自然界での生存は極めてまれである。そのため、しばしば神聖なものやあるいは逆に凶兆とされ、信仰の対象として畏れられる。また、観賞用としても人気がある。なおアルビノは、正常な遺伝情報により白化した白変種とは異なる。
ヒトのアルビノは医学的に先天性白皮症と呼ばれる。チェディアック・東症候群 (CHS) 、ヘルマンスキー・プドラック症候群 (HPS) 、グリシェリ症候群 (GS) の合併症として起こる色素欠乏を白皮症に含める場合もある。
アフリカ南東部（サブサハラ）では、「アルビノ」の体には特別な力が宿る、その肉を食べると特別な力を与えられるという迷信から、臓器や体の一部など売却や食用とする目的で、アルビノの人々をターゲットにした殺人や誘拐が後を絶たない。

## 先天性白皮症

### 症状
先天性白皮症は、メラニンの生合成に支障をきたす遺伝子疾患であり、その結果、メラニン沈着組織の色素欠乏およびそれに付随する、下記のような症状を先天的にきたす。ただしこれらには大きな個人差がある
。
- 本来メラニン色素を有するはずの組織（体毛・皮膚・虹彩・脈絡膜・網膜色素上皮）にメラニン色素欠乏をきたす。
  - 体毛はメラニンの量によりプラチナブロンド（白金）からブロンド（金髪）である。メラニンがほとんどない場合、日光により黄変していることもある。
  - 皮膚は乳白色である。あるいは皮下の血液により薄紅色を呈する。
  - 虹彩はメラニンの量により無色・淡青色・淡褐色などである。メラニンのない場合は無色半透明で、眼底の血液の色が透け、瞳孔とともに淡紅色となる。
  - 脈絡膜のメラニン欠乏により、瞳孔は眼底部の血管の色が透け、淡紅色となる。脈絡膜に少量のメラニンを持つ場合はぶどう色となる。
- 脈絡膜および網膜色素上皮における色素欠乏のため網膜上での光の受容が不十分で、視力が弱い。眼球振盪・斜視・乱視・近視・遠視を伴うこともある。一般に、色素量の多い人ほど視覚症状は軽い。
- 虹彩に色素がない（少ない）ため遮光性が不十分で、光を非常に眩しく感じる（羞明という）。
- 皮膚で紫外線を遮断できず、紫外線に対する耐性が極めて低い。

これらは全て先天的症状で、非進行性である。これら以外の点は、アルビノでない人と同じである。

### 治療・対策
先天性白皮症の治療法は現在のところ見つかっていないため、処置は以下の対症療法となる。
- メラニンが不足しているので紫外線防御が常に必要な場合が多い。
- 視力障害など、眼科でのコントロールが必要な場合がある。

#### 紫外線
メラニンには、日焼けやDNAの破壊などの紫外線の害から身体を守る働きがあるが、アルビノの人にはこのメラニンが極めて少なく、あるいは全く欠如しているため、日差しの強い日には短時間でも日光に当たっていると、皮膚が赤くなる日焼けをしてしまう。皮膚がん発病のリスクは、メラニン量の少ない北ヨーロッパ系白色人種よりも遥かに高い。従って、アルビノの人の紫外線対策は非常に重要である。
紫外線の影響を避けるためには日光に当たらないことが望ましいが、日常生活では不可能である。そこで、野外に出るときは直射日光をなるべく避け、SPF値が高く、UV-A・UV-B双方をカットできる日焼け止めクリームを塗り、長袖を着るなどの対策が必要である。また、目の組織も紫外線におかされやすいため、UV-Aカット機能のあるサングラスを着用するとよい（UV-Bは眼鏡のレンズ、UV-Cは大気によってカットされる）。建物の窓ガラス等、外の光を建物の内部に入れるものには、UVカットフィルターを貼るなどすると、さらに安心である。しかし、これらの対策を取っていても、完全に紫外線を取り除くことは不可能であることを留意しておく必要がある。

#### 視覚
弱視
アルビノの人は視覚に様々な障害が現れる。それらのうち光の屈折異常（近視・遠視・乱視など）は、眼鏡やコンタクトレンズの着用により矯正が可能である。しかし、脈絡膜（暗幕の役割をする）の色素欠乏により眼球内で光が散乱し、網膜での光の受容が不十分で、またそれにより、視細胞の発達に必要な適切な光刺激が得られず視細胞が未熟であるため、眼鏡やコンタクトレンズでの視力の矯正には限界がある。そのため、遠くを見るときはオペラグラス、近くを見るときはルーペなども用いて像を大きくすれば、ある程度は視覚を補完できる。また、像の境界線が不明瞭なため、色覚による境界線の区別が重要になる。従って点字ブロックなどの黄色い警告色はとても有用である。
眼球振盪
多くの人は水平方向の眼球振盪を伴うため、視界が細かく左右に振れてさらに物が見づらくなる。視界が左右に振れるため、垂直方向より水平方向の線のほうが見やすい。例えば定規を縦に使うと目盛線が水平方向に向くため、読みやすい。また、縦書きの文章は読んでいる行を見失ってしまうため、横書きのほうが読みやすい。
羞明
虹彩で眼球に入る光量の調節ができず、必要以上の光が眼球内に入るため、必然的に光を嫌い、暗い場所を好む傾向がある。明るい場所に出ると非常に眩しく、あまりに光が強いと網膜を傷めてしまうこともある。それを防止するためにはサングラスが有用である。ただし、サングラスをかけることによって色のコントラストが下がり、前述の色覚による境界線の区別がつきにくくなる場合もある。パソコンや携帯電話などの画面は、白黒反転にすると見やすくなる。

## 種類とメカニズム
メラニンの生成には、チロシナーゼという酵素が深く関係している。メラニンは、以下の手順で生成される。
1. メラノサイト（色素細胞）中で、チロシンがメラノソームタンパク質によってメラノソーム（メラニン小体）に取り込まれる。
2. チロシナーゼの作用により、チロシンが、ドーパ、次いでドーパキノンへと変換される。
3. ドーパキノンが、チロシナーゼ関連タンパク質-1の作用により、メラニンに変換される。

このように、チロシナーゼはメラニンを合成してゆく過程で不可欠だが、アルビノは遺伝情報の欠損により、チロシナーゼを生成できないか、あるいはチロシナーゼが不活性のため、メラニンを生成できない。上記の第1段階・第2段階・第3段階の異常により、それぞれ下記のOCA2, OCA1, OCA3の現象が起こる。

### 眼皮膚白皮症
眼皮膚白皮症は、色素の欠乏が全身に起こり、外見上、目と全身の皮膚（体毛も含む）に色素の欠乏が認められることからこう呼ばれる。眼皮膚白皮症は、以下のいくつかの型に分かれる。

#### 眼皮膚白皮症I型
(OCA1; Oculocutaneous Albinism Type 1) 11番常染色体上のチロシナーゼ遺伝子(TYR; Tyrosinase gene) の変異により起こる。1989年に名古屋大学のチームによって、白皮症としては初めて責任遺伝子が解明された。全身に色素欠乏が起き、乳白色の皮膚に、プラチナブロンド（あるいはブロンド）、虹彩は無色（あるいは青や紫）である。OCA1はさらにOCA1A、OCA1B、OCA1-TSの3種類に分類される
。
OCA1Aチロシナーゼ陰性型 (Tyrosinase Negative) とも呼ばれ、チロシナーゼの活性が全くなく、メラニンを全く生成することができない。毛髪は白金で、虹彩にも色素がなく、淡青色や紫の目をしている。一般にアルビノと認知されている人の多くが、この型である。
OCA1Bチロシナーゼの活性はわずかにあるが、それが極めて低く、充分な量のメラニンの生成はできない。生まれた直後はメラニンを持たず、外見的にはOCA1Aと同じであるが、成長と共に少しずつメラニンが沈着してくる。毛髪はブロンドで、目は淡青色の場合が多い。メラニンを持つため、わずかに日焼け（サンタン）もすることができる。
OCA1-TStemperature sensitive（温度感受性型）は、35℃以上でチロシナーゼが失活するもので、部位の温度によってメラニンの沈着量が左右される。つまり、温度の高い部分は白く、低い部分には色が付く。シャムネコ（en:Siamese cat）の独特の模様が生じるのは、これと同じメカニズムである。

#### 眼皮膚白皮症II型
(OCA2; Oculocutaneous Albinism Type 2) 第15常染色体上のP遺伝子 (P gene) の変異により起こる。チロシナーゼの活性はあるが、メラノソーム膜タンパク質の異常により、チロシン（メラニンの原料）がメラノソーム内に取り込まれず、メラニンを生成できない。白皮症ではこのタイプが最も多い。OCA1と比べてメラニンが多く、毛髪はブロンドやブラウンなど、虹彩は淡青色や灰色などであるが、OCA1Bのように日焼けをすることはできない
。

#### 眼皮膚白皮症III型
(OCA3; Oculocutaneous Albinism Type 3) 第9常染色体上のチロシナーゼ関連タンパク質-1遺伝子 (TRP-1; Tyrosinase Related Protein gene) の変異により起こる。チロシナーゼによって生成されたドーパキノンをメラニンに変換する、チロシナーゼ関連タンパク質-1の異常によるもの。Rufous(＝Red) Albinism とも呼ばれ、毛髪は赤毛で、赤みがかった皮膚をしており、虹彩は褐色である。アフリカ南部やニューギニアで報告されており、白人やアジア系の人種からは今のところ見つかっていない
。

#### 眼皮膚白皮症IV型
(OCA4; Oculocutaneous Albinism Type 4) 第5常染色体上の膜関連輸送タンパク質遺伝子 (MATP gene; Membrane-Associated Transporter Protein gene) の変異により起こる。少量のメラニンを持ち、人によって色素沈着の度合いは様々である。ほとんどの人種では極めてまれであるが、日本人では白皮症の4人に1人がこの型であり、日本人に特徴的な型である
。

### 眼白皮症
(Ocular Albinism; OA) X性染色体上のGタンパク質共役受容体-143遺伝子 (GPR143 gene; G-Protein coupled receptor 143 gene) の変異により起こる。性染色体上の遺伝子の関連症状であるため、伴性遺伝により遺伝する。眼球だけに現れる白皮症で、皮膚や毛髪の色素沈着はほぼ正常である。目の色も人によって様々であるため、網膜検査で診断する
。

#### 先天性部分性白皮症
髪や眉だけなど部分的にのみアルビノの症候を示す珍しい希少疾患。
生まれつき髪や眉など一部分のみが白から薄い白金もしくは白い肌だが、それ以外は普通の色をしている。人により生まれつき毛量が多めである場合もある。
アメリカでジェシカ・スミスさんの娘・デヴィナちゃんがこの症例で髪・眉のみがアルビノ症候で産まれ、話題になっている。

## アフリカにおける迷信
アフリカではアルビノへの偏見が著しく、アルビノが命の危機にさらされるほどである。アルビノの人々の身体が切断され、殺害されることがある。また、切り取られた身体は闇マーケットにおいて高値で取引される。アルビノの身体を呪術に用いることで、幸福をもたらすとの迷信が信じられているからだ。サブサハラではアルビノの人体は迷信的な呪術の道具に使用される。その用途は富や豊穣、選挙に勝つ事だったり、病気の治療だったりと多岐にわたる。アルビノの女性と性交するとエイズが治ると信じられている地域もあり、それによるレイプ被害も深刻である。
先述のサブサハラにおける呪術に使用されるために殺される他にも、その外見などからアルビノの人に対し様々な差別や迷信を持つ地域や人が多い。2014年11月18日、国連総会は6月13日を「国際アルビニズム（白皮症）啓発デー」と定めた。2018年11月9日には、日本で「東京アルビニズム会議」（日本財団主催）が開かれた。国連によると、2018年時点の集計で過去10年間にアフリカ28カ国で約700件のアルビノへの襲撃があった。
タンザニアの呪術ではアルビノの人体の一部を煮出したものが使われることからアルビノへの暴行や殺害が多発し、その遺体が高額で取引されている。選挙で勝利するためなど、政治家の関与も疑われている。

## 動物

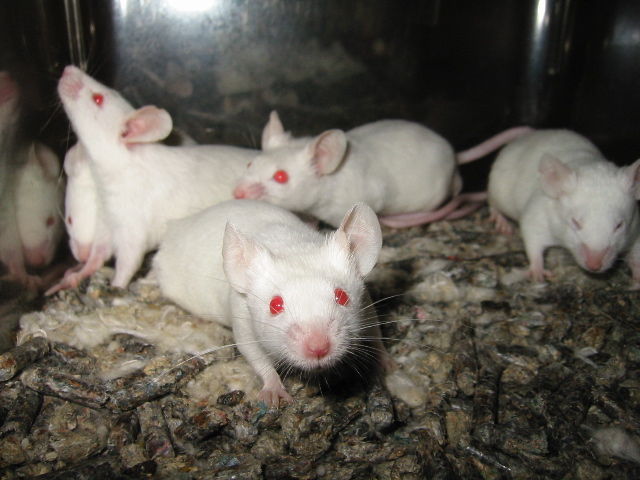
アルビノのネズミ

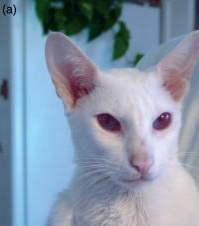
アルビノの猫

### 特別な呼び名があるもの
- シロウサギ - アナウサギのアルビノ。ジャパニーズホワイトという品種として認定されている。
- ダイコクネズミ - ドブネズミのうち、実験用ラットやペットとして飼われているもの。アルビノでないものも含まれる。
- ウーパールーパー - メキシコサラマンダーの幼形成熟個体（アホロートル）のアルビノで、この名は商標名である。アルビノのタイガーサラマンダーとの人為的な交配により作られた。
- 実験用マウス - ハツカネズミのアルビノ。
- 金鱒 - アルビノのニジマスの中国名。サケ科のアルビノは優性遺伝のため養殖は容易。中国ではとても珍重され、祝いの料理に出される。養殖に於いては、成長度合いを簡単に判断するための標識魚として利用される。
- シロコリ - コリドラス属のアルビノの通称。飼育状態では通常個体よりも丈夫。コリドラス・アエネウスなどが有名。

### 民間信仰
古くから白い動物は、その希少性や見た目の美しさから、神の使いや吉凶の前ぶれなどとして畏れられてきた。アルビノも例外ではなく、古くから信仰の対象として地元の人たちに大切にされてきた例がある。
- シロヘビ - アオダイショウのアルビノ。山口県岩国市では比較的シロヘビが多く、この地域のものは国の天然記念物に指定されている。他にも奈良県の大神神社でも白蛇が信仰心されており蛇が現れる杉の木を「巳の神杉」と呼んでいる。
- 弁天ナマズ - 琵琶湖で見られるイワトコナマズ・ビワコオオナマズのアルビノの通称。地元の猟師たちの間では竹生島の弁才天（日本三大弁才天）の使いとされる。

タイの白象やヒマラヤのホワイトタイガーはアルビノではない。

### 飼育・観賞用のアルビノ
魚類・両生類・爬虫類などのアルビノは、希少性から高価で取引される種もある。

### 元号との関わり
『続日本紀』神護景雲2年（768年）9月11日条に、7月11日に赤い眼の白い亀を得た記述があり、次の元号である「宝亀」は白亀が多く献上されたことに由来する。この他、「神亀」も白亀が出現したことにより、改元した元号であり、古代では度々アルビノの亀が元号の由来となっている。

### アルビノと白変種の違い

#### 白変種

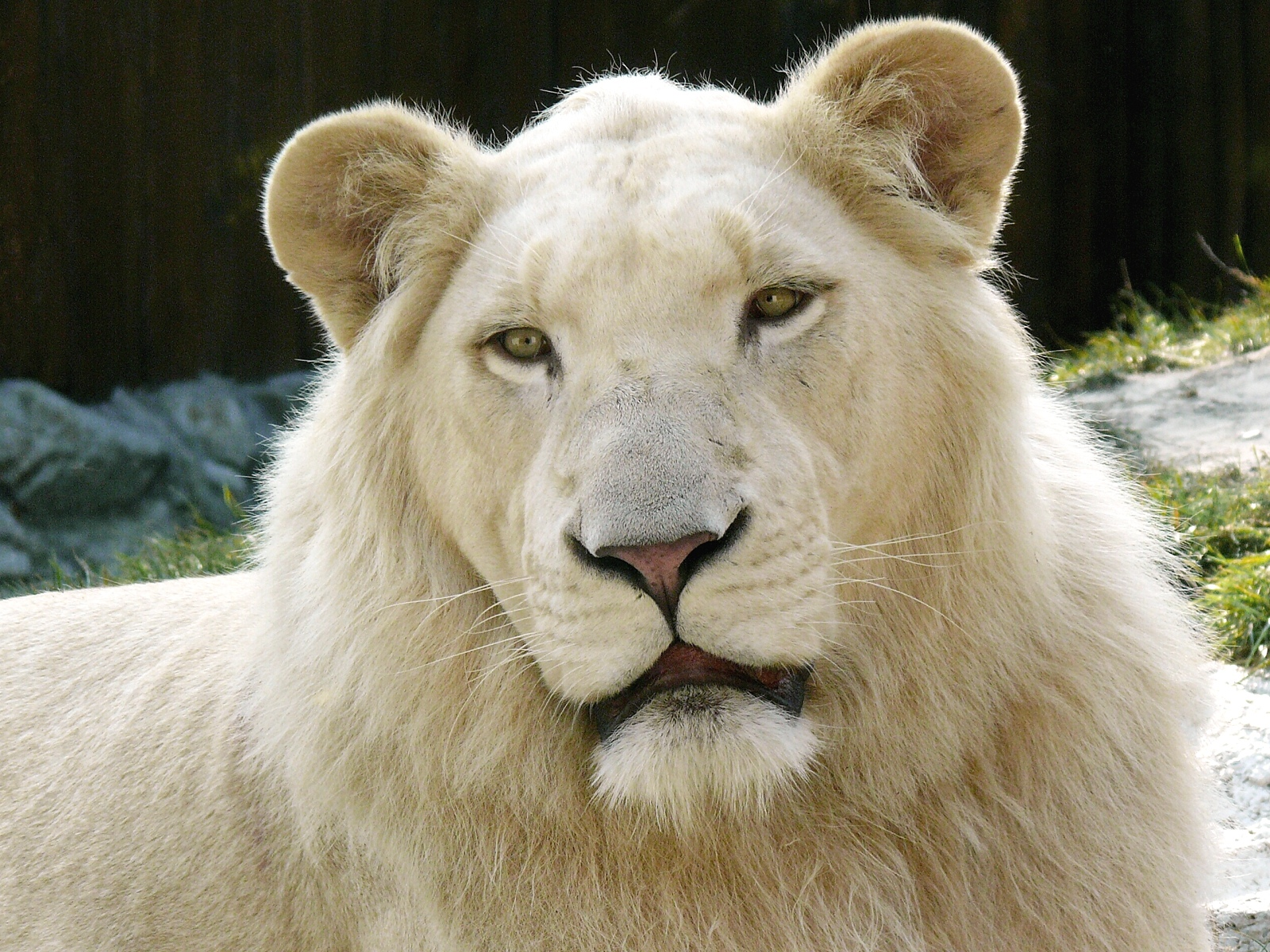
ライオンの白変種、ホワイトライオン

白変種は劣性遺伝で生じたアルビノに良く似た白い個体ではあるが、別の遺伝形質で、発生のメカニズムや関係する色素も異なる。また、体色は白いが目の色が黒や茶色など通常色である事が殆どの為、そこで判断する事が可能。白変種の動物としてはホワイトライオンやホワイトタイガーが有名。

## 著名人
- ノア - 旧約聖書に登場するノアに関して偽典『エチオピア語エノク書』には、「彼の身体は雪のように白く、またばらの花のように赤く、頭髪、（ことに）頭のてっぺんの髪は羊毛のように白く、眼は美しく（エチオピア語エノク書106:2）[16]」との記述がある。
- エドワード懺悔王 - イングランドの王。アルビノだったとされる。
- ジョニー・ウィンター、エドガー・ウィンター - 兄弟ともアルビノのブルース・ロックミュージシャン。
- サリフ・ケイタ - アルビノのミュージシャン。マリ帝国の王スンジャータ・ケイタの末裔。
- イエローマン - アルビノのレゲエミュージシャン。アルビノであることが芸名の由来である。
- ショーン・ロス (モデル)（英語版） - 世界初のアルビノ男性モデルで、アフリカ系のアルビノ。ケイティ・ペリーの楽曲『 E.T. (ケイティ・ペリーの曲) （英語版）』のPVにも出演している。
- ナスチャ・ジジョコヴァ - ロシア出身のアルビノモデル。「エルフの女王」という異名を持つ。
- 粕谷幸司 - アルビノの日本人タレント。

## 植物
植物のアルビノでは、光合成色素以外の色素の合成が可能な個体では紅葉と同じ原理で、それらの色が呈される。
よく知られる事例では球状サボテンのアルビノ個体である緋牡丹がある。緋牡丹も、単独では枯死に至るが、柱サボテン台などに接ぎ木することで、台の光合成産物を受け、枯死することなく成長する。
なお、光合成色素を部分的に合成できない場合は斑入りとよばれ、これは単独でも独立栄養で成長する。